# Lushan
Lushan léase Lu-Shán (en chino: 鲁山县, pinyin: Lǔshān Xiàn, lit: monte Lu) es un condado bajo la administración directa de la ciudad-prefectura de Pingdingshan. Se ubica en las orillas del Río Sha (沙河) , un tributario del Río Amarillo en la provincia de Henan, República Popular China. Su área total es de 2432 km² (77% montaña) y su población en  2016 fue de 870 000 . 
La ciudad es conocida por la gigantesca estatua de Buda del Templo de Primavera.

## Administración
La ciudad de Lushan se divide en 6 poblados y 14 villas.

## Clima
Esta área tiene un clima monzónico continental templado cálido con una temperatura promedio anual de 14.7 °C, una precipitación anual de 1000 mm y un período libre de heladas de 209 días.

## Recursos
En el condado abundan recursos minerales como carbón, hierro, bauxita, arcilla refractaria, yeso, grafito, etc. 
El condado de Lushan tiene tierra fértil y sol suficiente para la producción de trigo, maíz, mijo, arroz, frijoles y papa.

## Embalse Zhaoping
El embalse Zhaoping (昭平台水库) está ubicado en el corazón geográfico del condado, es un reservorio que funciona como riego, suministro de agua, control de inundaciones y acuicultura. Su área cubre 38 km² con capacidad para almacenar 713 millones de m³.
El proyecto reservorio comenzó en mayo de 1958 y se completó en junio de 1959. Tres construcciones consecutivas y refuerzos se llevaron a cabo en 1966, 1976 y 1985.
El área escénica del lago Zhaoping ha sido galardonada con el área turística nacional de nivel AAA y el lugar escénico nacional de conservación de agua. En 2009, fue nombrado uno de los "10 mejores lagos más hermosos de Henan". 